# Pruszki (województwo mazowieckie)
Pruszki – wieś sołecka w Polsce położona w województwie mazowieckim, w powiecie makowskim, w gminie Rzewnie.
W latach 1975–1998 miejscowość położona była w województwie ostrołęckim.
Wierni Kościoła rzymskokatolickiego należą do parafii św. Anny w Różanie.